# عصب حنجره‌ای فوقانی
عصب حنجره‌ای فوقانی (انگلیسی: Superior laryngeal nerve) شاخه‌ای از عصب واگ است که از عقده تحتانی آن منشأ گرفته و علاوه‌ براین شاخه‌ای سمپاتیک از عقده فوقانی گردنی نیز دریافت می‌کند.
عصب حنجره‌ای فوقانی دو شاخه تولید می‌کند: عصب حنجره‌ای داخلی (شاخه حسی) که فیبرهای حسی را به بخش مخاطی حنجره می‌رساند؛ عصب حنجره‌ای خارجی (شاخه حرکتی) که عضله کریکوتیروئید را عصب‌رسانی می‌کند.